# Ipomoea diegoae
Ipomoea diegoae är en vindeväxtart som beskrevs av M.C.Lara. Ipomoea diegoae ingår i släktet praktvindor, och familjen vindeväxter. Inga underarter finns listade i Catalogue of Life.